# 이단하
이단하(李端夏, 1625년 ∼ 1689년)는 조선의 문신이다. 자는 계주(季周), 호는 외재(畏齋)·송간(松磵), 본관은 덕수(德水)이며, 택당 이식의 아들이다.
현종 때 문과에 급제하여 정언, 지평, 부교리를 지내고 외직으로 나가 용안현감을 지내고 헌납, 지평을 거쳐 부수찬, 북평사, 부교리를 거쳐 교리, 부수찬, 겸사서를 지내고 이조정랑, 부교리, 교리에 이어 부교리, 검보덕, 겸문학을 지내고 홍문관교리, 이조정랑에 이어 다시 헌납, 이조정랑을 지내고 교리, 헌납에 이어 부교리, 이조정랑, 부수찬, 강관 등을 지냈다. 1669년 군대 조직인 훈련별대 창설을 왕에게 청하여 이를 실시하게 하였고, 소나무 잎으로 기민을 구제할 것을 청하여, 서울 밖에 있는 빈민에게 나누어 주었다. 그 후 응교, 사간, 집의, 검상에 이어 집의, 사인, 겸보덕을 지내고 동부승지, 우부승지, 좌부승지, 이조참의, 병조참지, 대사성을 지내고 다시 이조참의, 대사성, 부제학 등을 지냈으며 숙종이 왕위에 오른 후에는 이조참의, 대사헌, 지춘추관사, 대제학, 이조참판, 동지중추부사를 지내며 서인의 선봉장으로 활동하다 유배를 당하였고, 경신환국 이후에도 서인으로서 활약이 컸다. 경신환국 이후 다시 등용되어 경기도관찰사가 되고 공조참판, 동지경연사를 거쳐 형조판서, 대사헌, 예조판서, 홍문관제학을 지내고 지돈녕부사, 동지경연사에 이어 이조판서, 좌참찬, 대사헌을 지내고 지경연사와 진휼제조를 지냈다. 이후 대사헌과 좌참찬을 거쳐 1684년 예조판서가 되어 <사창절목>을 지어 숙종에게 바쳤으며, <현종실록>을 고쳐 편찬하는 데 참여하였다. 이후 우참찬, 좌참찬을 거쳐 예조판서가 되고 지중추부사가 되었으며, 이후 우의정을 거쳐 좌의정에 이르렀다. 그는 글을 잘 지어 이름을 떨쳤으며 글씨 또한 잘 썼다. 저서로 <외재집>이 있다. 시호는 문충(文忠)이다.

## 같이 보기
- 외재 이단하 선생묘 - 양평군 향토유적 제37호